# Skast Sogn
Skast (deutsch Schads, dänisch früher Skads, 1292 Skastæth) ist eine Kirchspielsgemeinde (dän. Sogn) in Nordschleswig, Dänemark. Sie liegt nordwestlich der Stadt Tondern unweit der Küste der Nordsee. Bis 1970 gehörte sie zur Harde Tønder, Højer og Lø Herred im damaligen Tønder Amt, danach zur Bredebro Kommune im damaligen Sønderjyllands Amt, die im Zuge der Kommunalreform zum 1. Januar 2007 in der „neuen“ Tønder Kommune in der Region Syddanmark aufgegangen ist. Zur Unterscheidung von einem 70 km weiter nördlich gelegenen jütischen Ort wird die Gemeinde auf Dänisch manchmal Sønder Skast genannt (sønder = süder).

## Gemeindegebiet
Skast zählt wie seine Nachbargemeinden Randerup und Hjerpsted zu den kleinsten im westlichen Nordschleswig. Die Fläche beträgt 11,6 km², die Einwohnerzahl (1. Januar 2023) 102, wobei das Kirchdorf die einzige dörfliche Ansiedlung ist.
Der westliche und größere Teil der Gemeinde liegt auf dem Hjerpsteder Geestrücken und bildet dessen nordöstliches Ende. Der östliche Teil besteht aus Moorlandschaft in der Niederung des Seiersbek. Die höchste Erhebung der Landschaft, genannt Landhøj, im Südwesten der Gemeinde ist nur 14 Meter hoch.
Nachbargemeinden sind im Westen Ballum Sogn, im Norden Randerup Sogn, im Osten Brede Sogn und im Süden Emmerlev Sogn (dt.: Emmerleff).

## Geschichte
Vorgeschichtliche Denkmäler hat man in der Gemeinde nicht gefunden. Im Mittelalter gehörte Skast zum Gerichts- und Verwaltungsbezirk der Loharde. Im 13. Jahrhundert erwarben Bischof, Domkapitel und Hospital in Ribe hier zahlreiche Besitzungen. Nach der Reformation kamen sie zum nun säkularisierten Gut Trøjborg. Der größte Teil der Gemeinde gehörte bis 1864 nicht zum Herzogtum Schleswig, sondern zum Königreich Dänemark. Ein kleinerer Teil war jedoch beim Herzogtum Schleswig verblieben und gehörte zum Amt Tondern.
Der Deutsch-Dänische Krieg 1864 führte dazu, dass das gesamte Kirchspiel zum Königreich Preußen kam. Es bildete eine eigenständige und ungeteilte Landgemeinde im Kreis Tondern, die ab 1889 zusätzlich dem Amtsbezirk Ballum untergeordnet wurde. Nach dem Ersten Weltkrieg fand in Nord- und Mittelschleswig eine Volksabstimmung über die staatliche Zugehörigkeit zu Deutschland oder Dänemark statt. Fast alle Bewohner der Gemeinde stimmten dänisch. Ab Juni 1920 bildete Skast eine Kirchspielsgemeinde im neu gestalteten Amt Tønder, bis sie bei der Kommunalreform 1970 in der Großkommune Bredebro aufging.

## Verkehr
Die Straßen haben nur lokale Bedeutung. Einen Eisenbahnanschluss hat die Gemeinde nie besessen. Die nächste Bahnstation liegt sieben Kilometer östlich in Bredebro, wo auch die nördliche Verlängerung der Grünen Küstenstraße als A 11 die wichtigste Nord-Süd-Verbindung der Region darstellt.

## Sehenswürdigkeiten
Trotz der geringen Größe des Kirchspiels hat Skast eine recht stattliche romanische Kirche, die hauptsächlich aus rheinischem Tuff aufgeführt wurde. Als Fundament dienen mächtige Granitquader. Einzelne Bauteile sind aus Ziegelsteinen im Klosterformat aufgeführt. Der Bau zeigt die komplette regionstypische Vierteilung in Apsis, Chor, Schiff und Turm. Der Giebelturm mit Satteldach wurde in gotischer Zeit hinzugefügt. Der Altar aus dem 17. Jahrhundert beinhaltet Teile eines Vorgängers aus dem 14. Jahrhundert.